# Gomortega keule

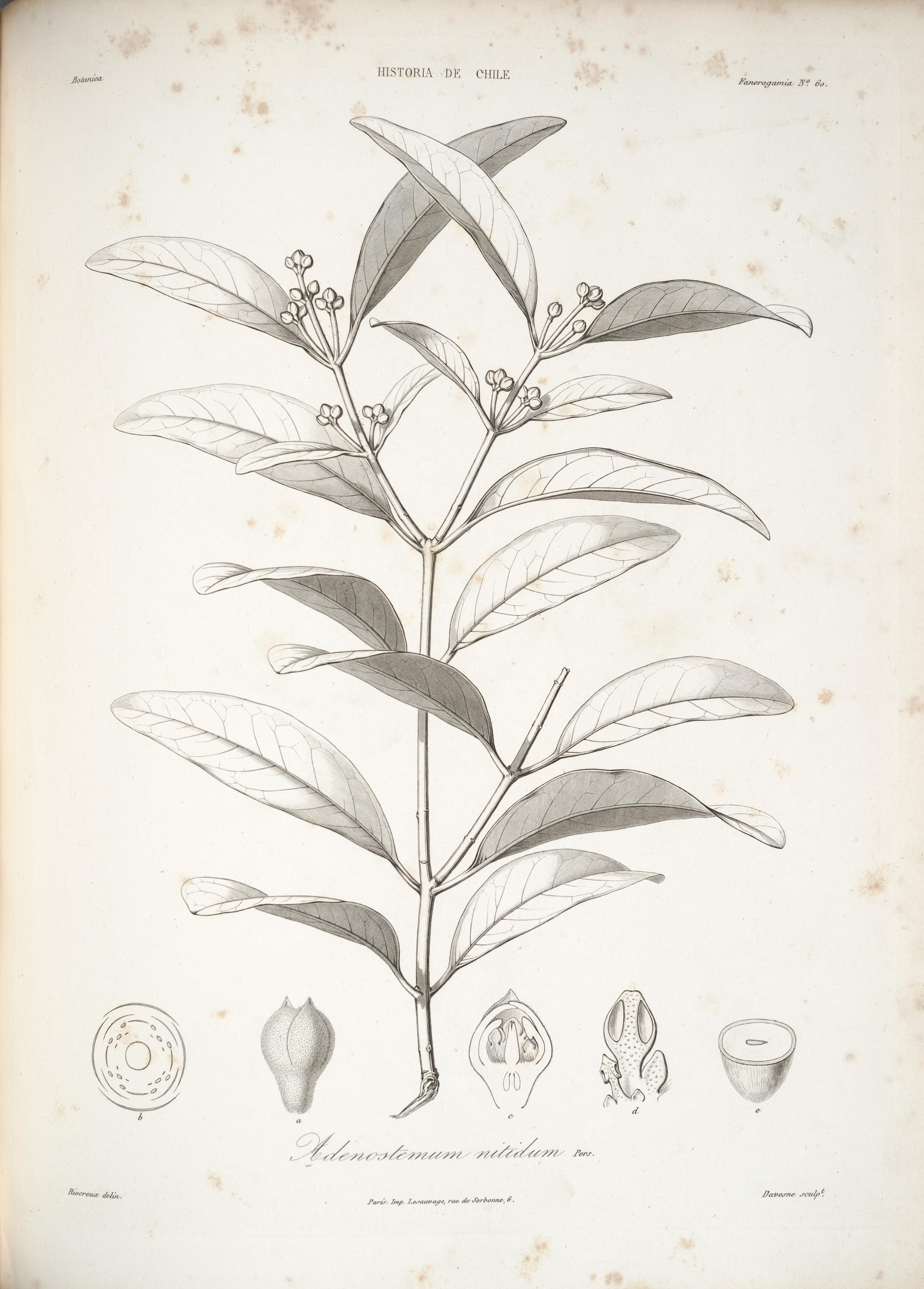
Illustration

Gomortega keule oder Queule, Keule, ist die einzige Art der Gattung Gomortega aus der monotypischen Pflanzenfamilie der Gomortegaceae. Der immergrüne Baum wächst endemisch nur in einem kleinen Gebiet im mittleren Chile.

## Merkmale

### Habitus und Stamm
Die Bäume sind recht groß und erreichen eine Wuchshöhe von bis 30 Metern bei einem Stammdurchmesser von bis zu einem Meter. Die Knoten sind unilakunär mit zwei Blattspursträngen. Das sekundäre Dickenwachstum erfolgt normal. Die Plastiden der Siebröhren sind vom P-Typ.

### Blätter
Die einfachen Laubblätter sind gegenständig, glänzend und lederig. Die rundspitzige bis spitze, ganzrandige und 5–10 Zentimeter lange Blattspreite ist ungeteilt, schmal-eiförmig bis lanzettlich oder verkehrt-eiförmig. Die Blätter sind kurz gestielt und haben keine Nebenblätter. Die Größe ist 5–12 × 2–4,5 Zentimeter. Die Stomata sind paracytisch. Im Mesophyll befinden sich runde Zellen mit ätherischen Ölen. Dadurch hat die Pflanze einen aromatischen Geruch. Die Nervatur, mit leicht eingeprägter Mittelader, ist gefiedert mit undeutlichen Seitenadern.

### Blütenstände und Blüten
Gomortega keule ist protogyn, also vorweiblich. Die traubigen und wenigblütigen Blütenstände stehen end- oder achselständig. Die weißlichen und kurz gestielten Blüten haben zwei Brakteen. Die stets zwittrigen und kleinen Blüten sind (5–9 Millimeter) und regelmäßig, teilweise azyklisch, das heißt spiralförmig angeordnet.
Die einfache Blütenhülle (Perianth) ist kronblattartig und besteht aus (fünf) sieben (neun) unverwachsenen, bis 3,5 Millimeter langen Tepalen, die spiralig stehen und zum Zentrum hin kleiner werden.
Das kurze Androeceum ist (sieben) neun (dreizehn)-zählig. Die freien Staubblätter sind spiralig angeordnet, zur Mitte hin kürzer und weder mit dem Perianth noch untereinander verwachsen. Die äußeren, längeren Staubblätter sind tepalenartig sowie manchmal mit Öldrüsen an der Basis, die inneren besitzen an der Basis meist Öldrüsen. Zwischen den fertilen Staubblättern und dem Fruchtknoten befinden sich meist (ein) drei (vier) reduzierte, sterile Staminodien. Die Zahl der fertilen Staubblätter beträgt fünf bis zehn, oft acht. Die Antheren öffnen sich mit Längsklappen. Der Pollen wird in Einzelkörnern verbreitet, diese sind non-aperturat.
Das Gynoeceum besteht aus zwei (drei) Fruchtblättern. Der kurze Stempel hat demnach zwei (drei) Fächer. Der Fruchtknoten ist synkarp und unterständig, mit einem kurzen sowie dreinarbigen Griffel. Die Plazentation ist apikal, pro Fach gibt es eine hängende, anatrope Samenanlage. Blütezeit ist März und April.

### Früchte

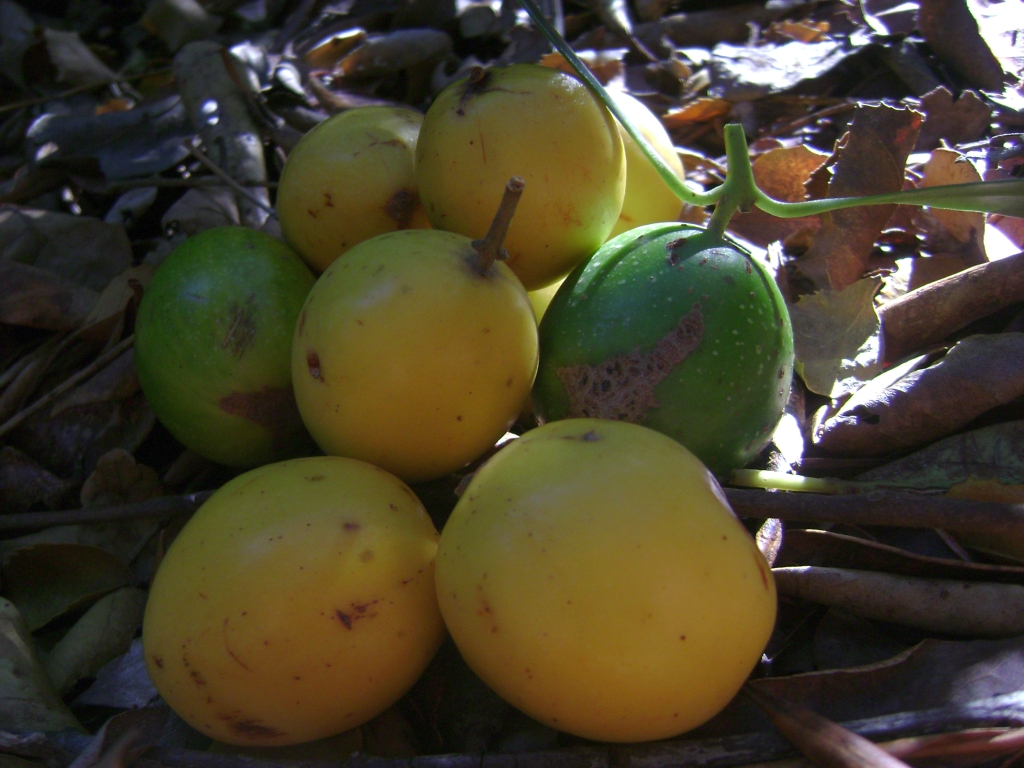
Früchte von Gomortega keule

Gomortega keule bildet gelbe, essbare Steinfrüchte mit hartem Endokarp, Steinkern. Sie enthalten meist einen Samen mit reichem öligem Endosperm. Die Frucht ist 3,5–7 × 2–5 Zentimeter groß und ei- bis kugelförmig. Die Fruchtreife ist im April und Mai.
Die Chromosomenzahl beträgt 2n = 42.

## Verbreitung

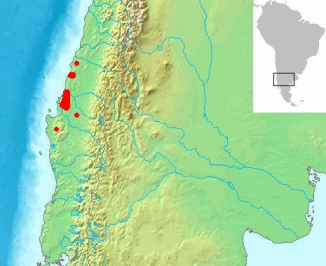
Verbreitungsgebiet

Die Art ist in Chile endemisch und kommt nur in den Regionen VII (Región del Maule) und VIII (Región del Bío-Bío) vor.
Die IUCN stuft die Art als gefährdet ein. Gründe sind der Lebensraumverlust durch Landwirtschaft, Abholzung und Feuer.

## Systematik
Die Schwestersippe innerhalb der Laurales sind die Atherospermataceae. Die gemeinsamen Merkmale sind das Vorhandensein von Knospenschuppen; Siebröhrenplastiden mit Fibrillen; die äußeren, nicht die inneren Staubblätter sind zu Staminodien umgewandelt; und ein kurzer Griffel.
Synonyme für Gomortega keule (Molina) Baill. sind: Lucuma keule Molina; Gomortega nitida Ruiz & Pav.; Adenostemum nitidum  (Ruiz & Pav.) Pers. und Keulia chilensis Molina.

## Verwendung
Die Früchte sind essbar und werden zu Marmelade und Likör verarbeitet.
Blätter und Blüten dienen der Dekoration. Das Holz wurde früher wegen seiner leichten Bearbeitbarkeit zu Möbeln verarbeitet.